# Nga Giáp
Nga Giáp là một xã thuộc huyện Nga Sơn, tỉnh Thanh Hóa, Việt Nam.

## Thông tin địa lý
Xã Nga Giáp có diện tích: 6,89 km². Theo Tổng điều tra dân số năm 1999, xã Nga Giáp có dân số 5.857 người.
Xã Nga Giáp nằm ở phía bắc huyện Nga Sơn. Địa giới hành chính như sau: 
- Phía đông giáp các xã Nga An và Nga Thành;
- Phía nam giáp các xã Nga Hải, Nga Yên và Nga Trường;
- Phía tây giáp xã Nga Thiện;
- Phía bắc giáp các xã Nga Thiện và Nga Điền.

## Hành chính
Năm 1977, huyện Nga Sơn sáp nhập với huyện Hà Trung thành huyện Trung Sơn, xã Nga Giáp thuộc huyện Trung Sơn. Năm 1982 huyện Trung Sơn chia tách thành hai huyện như cũ, xã Nga Giáp lại thuộc huyện Nga Sơn.
Xã Nga Giáp ngày nay gồm các làng (thôn):
| STT | Tên thôn/xóm/ấp/khu phố | Mã bưu chính |
| --- | ----------------------- | ------------ |
| 1   | Thôn Hanh Gia           | 443841       |
| 2   | Thôn Ngoại 1            | 443842       |
| 3   | Thôn Ngoại 2            | 443843       |
| 4   | Thôn Ngoại 3            | 443844       |
| 5   | Thôn Nội 4              | 443845       |
| 6   | Thôn Nội 3              | 443846       |
| 7   | Thôn Nội 1              | 443847       |
| 8   | Thôn Nội 2              | 443848       |
| 9   | Thôn Lục Sơn            | 443849       |
| 10  | Thôn Lục Hải            | 443850       |